# 50 Let Pobedy
50 Let Pobedy (rus. 50 лет Победы), prevedeno kao 50 godina pobjede ili pedeseta godišnjica pobjede, je ruski ledolomac klase Arktika na nuklearni pogon. U vlasništvu je Ruske Federacije, a nalazi se u luci Murmansk na sjeveru države.
Izgrađen je u Sankt-Peterburgu, a porinut je 1993. godine pod imenom Ural. Dovršen je tek 2007. i preimenovan u sadašnji naziv. Dug je 160 metara i širok 20 metara što ga čini najvećim ledolomcem na nuklearni pogon na svijetu. Može razbijati led do 3 metra debljine. Brod se koristi i za prijevoz turista na Sjeverni pol.